# Рюбиг, Пауль
Пауль Рюбиг (нем. Paul Rübig, англ. Paul Rübig; р. 6 мая 1953 года, Вельс) — австрийский политик и предприниматель, депутат Европарламента от Австрийской народной партии с 1996 года .

## Образование
Окончил начальную и среднюю ступень школы в Вельсе в 1967 году. Профессиональное училище в Штайре по специальности «сельскохозяйственная техника» в 1972 году. Получил степень магистра (1978) и доктора (1983) в Университете Линца. Тема исследований в дипломе и диссертации — лицензирование и патентование.

## Карьера
В период с 1972 по 1996 год занимался предпринимательской деятельностью в сфере металлообработки, преподавал в высших учебных заведениях Австрии.
С 1991 по 1995 год был депутатом ландтага Верхней Австрии от Австрийской народной партии. 15 января 1996 года стал депутатом Национального совета Австрии XX созыва, но спустя десять дней 25 января 1996 года стал представлять Австрию и Австрийскую народную партию в Европарламенте четвёртого созыва. Продлил свой мандат в 1999, 2004, 2009 и 2014 годах.

## Другое
Принял участие в акции скаутской организации «Вифлиемский огонь мира».
Стал одним из организаторов европейской ассоциации малого и среднего бизнеса SME Europe и председателем SME Global.

## Личная жизнь
Женат. Двое детей.

## Награды
В 2003 году был награжден почётным знаком «За заслуги перед Австрийской Республикой».